# Лазаревичи
Лазаревичи е сръбска властелска фамилия управлявала след разпада на Душановото царство поморавските земи (1371 – 1427), а от 1373 г. след разгрома на Никола Алтоманович и историческата област Рашка.
Името си носи от своя основател, сина на царския логотет и виночерпец по времето на Стефан Душан – княз Лазар (*1329 – †1389), син на Прибац Хребелянович, логотет на Сърбия от 1340 г. Лазар Хребелянович (1371 – 1389) се издига в йерархията заради родството си с Неманичите. Неговата съпруга (от 1353) Милица (1335 – 1405) е племенница на сръбския цар Стефан Урош III. След смъртта на последния сръбски крал Стефан Урош V княз княз Лазар заема властта в Сърбия и сключва съюз с босненския бан Твърдко I Котроманич. Загива след поражението на сръбската войска в битката с османските турци при Косово поле (1389). От съпругата си има двама сина и пет дъщери:
- Мара (†1426), ∞ 1371 за Вук Бранкович;
- Оливера (Деспина) (ок. 1378 – сл. 1444), взета в харема на султан Баязид I през 1390 г.;
- Стефан Лазаревич (ок. 1377 – 19 юли 1427), следващия княз на Сърбия;
- Вук Лазаревич (ок. 1380 – 1410), княз на Сърбия;
- Драгана (Мара), ∞ 1386 за търновския цар Иван Шишман;
- Теодора (†до 1405), ∞ 1382 за граф Никола II Горянски;
- Елена (†1443), ∞ 1386 за Джурадж II Балшич, княз на Зета.[2]

По-големият син на княз Лазар, Стефан (1389 – 1427), поема властта в бащините си земи. През 1389 г. той претърпява поражение от унгарския крал Сигизмунд Люксембургски. Победата на унгарците принуждава Стефан да премине през 1390 г. на турска страна. В битката при Никопол (1396) той е съюзник на османския султан, заедно разгромяват унгарските войски и като награда той получава част от земите на Вук Бранкович. През 1398 г. в ролята на турски васал праща войски срещу Босна, а през 1402 г. заедно с брат си Вук Лазаревич участва в битката при Анкара. В Константинопол Стефан е награден с деспотско достойнство от император Йоан VIII Палеолог. Получава Белград от унгарския крал Сигизмунд Люксембургски за това, че е станал негов васал. Включва се в широката антиосманска коалиция (1403 – 1404), организирана от Унгария, печели победи и си възвръща някои крепости. Султан Сюлейман Челеби подкрепящ претенциите на брат му Вук Лазаревич, през 1409 г. достига с войските си Белград и налага разделянето на Сърбия между двамата братя, а деспотът е принуден да се признае за васал на османския султан. Стефан е в добри отношения със султан Мехмед I, заради което получава редица териториални отстъпки, а в същото време помага на крал Сигизмунд I в борбата му срещу хуситите. Сърбия получава възможността да се съвземе в политическо и стопанско отношение. През 1421 г. владетелят на Зета, Балша III, му завещава земите си. Стефан Лазаревич няма наследници от съпругата си Елена, дъщеря на Франческо II Гатилузио, владетел на остров Лесбос. След внезапната смърт на Стефан по време на лов, по силата на споразумението от Тати, властта над Сърбия наследява племенникът му Джурадж I Бранкович.